# Видже
Видже (пол. Wydrze) — село в Польщі, у гміні Ракшава Ланьцутського повіту Підкарпатського воєводства.
Населення — 537 осіб (2011).

## Демографія
Демографічна структура станом на 31 березня 2011 року:
|          | Загалом | Допрацездатний вік | Працездатний вік | Постпрацездатний вік |
| -------- | ------- | ------------------ | ---------------- | -------------------- |
| Чоловіки | 276     | 70                 | 177              | 29                   |
| Жінки    | 261     | 51                 | 155              | 55                   |
| Разом    | 537     | 121                | 332              | 84                   |